# Lubin Baugin
Lubin Baugin (Pithiviers, c. 1612 - Paris, 1663) foi um pintor barroco francês do século XVII.
Devido ao seu estilo semelhante ao de Guido Reni, os seus contemporâneos deram-lhe o cognome de "o pequeno Guido". A ele se deve, em parte, o surgimento da natureza morta em França, na primeira metade do século XVII.

## Galeria

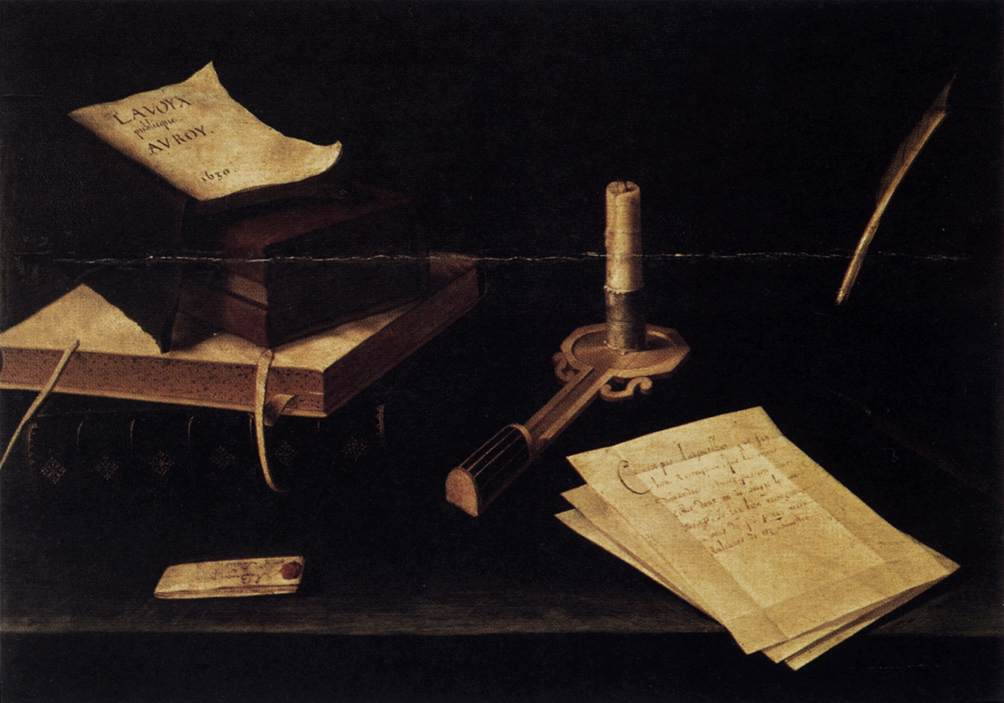
Nature morte à la chandelle, Galeria Spada, Roma.
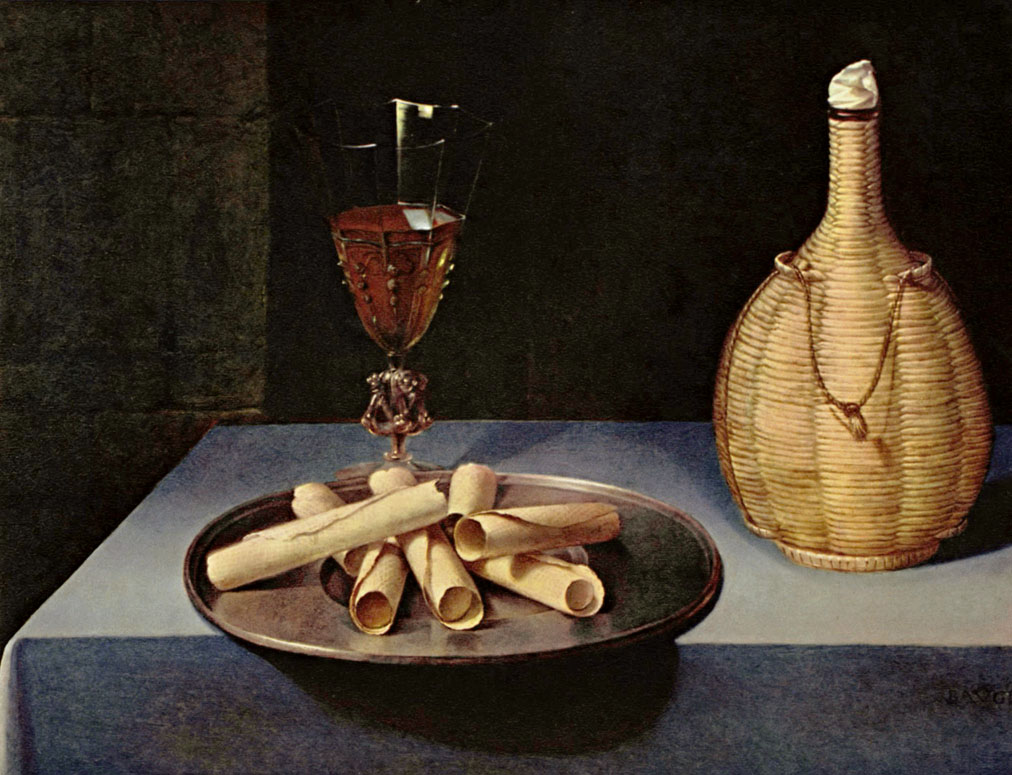
Le dessert de gaufrettes,  Museu do Louvre.
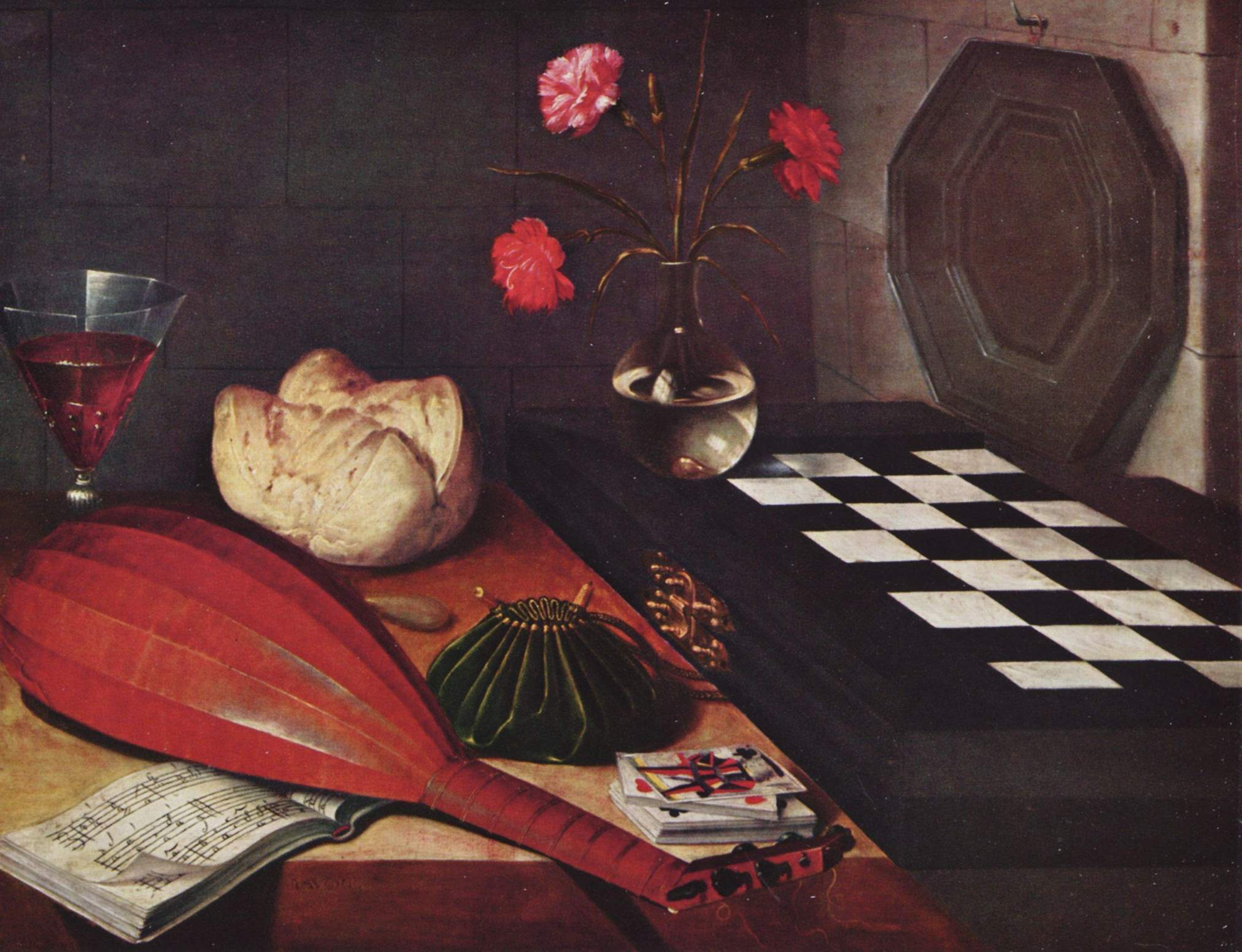
Nature morte à l'échiquier,  Museu do Louvre.
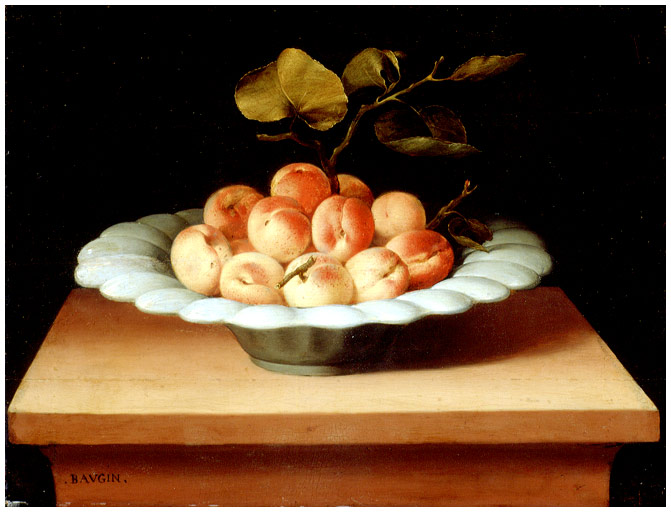
La coupe de fruits, Musée des Beaux-Arts, Rennes.

### Catálogo de exposições
- 1966 : Dans la lumière de Vermeer, Paris, Musée de l'Orangerie, 24 de setembra - 28 de novembro de 1966 (Le dessert de gaufrettes, Paris, Museu do Louvre)